# Daniella Cicarelli
Daniella Cicarelli Lemos, née le 6 novembre 1978 à Belo Horizonte, Minas Gerais, au Brésil, est une présentatrice de MTV Brésil. Elle est également mannequin depuis l'âge de douze ans et a gagné le concours national de l'agence Elite, Elite Model Look à l'âge de quatorze ans. Elle a attiré l'attention au Brésil dès 2001 grâce à une publicité télévisée pour Pepsi Cola et est devenue très connue par la suite.

## Carrière
Elle commence en 2003 à présenter une émission d'été pour MTV Brésil et a depuis lors travaillé sur d'autres émissions de la chaîne. En 2003 également, elle rencontre le joueur de football Ronaldo qu'elle épousera en 2005. Cette rencontre lui permet de se faire connaître aussi en Europe. Dès lors, ses cachets en tant que mannequin sont multipliés par dix.

## Vidéo scandale
Le 17 septembre 2006, une vidéo du paparazzo Miguel Temprano est diffusée dans l'émission télévisée Dolce Vita sur la chaîne espagnole Telecinco montrant Daniela sur une plage d'Espagne avec son ami l'employé de Merrill Lynch Renato « Tato » Malzoni et ayant plus tard un rapport sexuel avec lui dans l'eau. Le lendemain, la version montée des scènes de paparazzi de l'émission est téléchargée sur YouTube mais supprimée le même jour. Même après la suppression la vidéo était encore disponible sur de nombreux sites Web. La vidéo a été interdite de YouTube.
Cependant en dépit des efforts de YouTube pour retirer la vidéo, elle continue à apparaître sur internet. Une cour brésilienne bloque Youtube[pas clair] malgré l'installation d'un filtre par Youtube. Après levée du blocage[Par qui ?], Youtube gagne le procès mais le perd en appel.